# Форест Витакер
Форест Стивен Витакер (енгл. Forest Steven Whitaker; Лонгвју, 15. јул 1961) амерички је глумац.
За улогу угандског диктатора Идија Амина у филму Последњи краљ Шкотске, Витакер је добио више значајних награда, укључујући Оскара за најбољу главну улогу, Златни глобус и награду БАФТА. Тако је постао четврти афроамерички глумац који је добио Оскара за најбољу главну улогу, након Сиднија Поатјеа, Дензела Вошингтона и Џејмија Фокса.

## Биографија

### Детињство и младост
Витакер је рођен у Лонгвјуу, у Тексасу, али се са породицом преселио у Лос Анђелес кад је имао четири године. Његов отац, Форест Витакер млађи, био је продавац осигурања и син романописца Фореста Витакера старијег. Његова мајка, Лора Франсис Смит, била је професорка која се сама издржавала на факултету и добила две дипломе док је одгајала децу. Форест има два млађа брата, Кена и Дејмона, те једну старију сестру, Дебору.
Као адолесцент сваки дан је путовао из Карсона у доминантно белачку средњу школу „Палисејдс” на западу Лос Анђелеса. У средњој школи је играо амерички фудбал са Џејом Шредером, будућим НФЛ професионалцем. Док је био у средњој школи, похађао је и гласовне лекције, наступао у мјузиклима и „закачио” се за глуму; прва глумачка улога била му је и главна, у драми Дилана Томаса, Under Milk Wood. Матурирао је 1979. године.
Почео је похађати наставу на факултету „Кал Поли”, у Помони, уз фудбалску стипендију, али је одустао због повреде леђа. Примљен је на музички конзерваторијум Универзитета Јужне Калифорније (USC) где је студирао оперу као тенор. Дипломирао је 1982. године.

## Филмографија
| Улоге Фореста Витакера |                                 |               |                      |          |
| Година                 | Српски назив                    | Изворни назив | Улога                | Напомена |
| 1982.                  |                                 |               |                      |          |
| 1985.                  |                                 |               |                      |          |
| 1986.                  | Боја новца                      |               | Амос                 |          |
| 1986.                  |                                 |               |                      |          |
| 1986.                  | Вод смрти                       |               |                      |          |
| 1987.                  | Добро јутро, Вијетнаме          |               | Едвард Гарлик        |          |
| 1988.                  |                                 |               |                      |          |
| 1988.                  | Крвави спорт                    |               |                      |          |
| 1991.                  |                                 |               |                      |          |
| 1991.                  |                                 |               |                      |          |
| 1992.                  |                                 |               |                      |          |
| 1992.                  |                                 |               |                      |          |
| 1993.                  |                                 |               |                      |          |
| 1994.                  | Бомбаш                          |               |                      |          |
| 1994.                  |                                 |               |                      |          |
| 1994.                  |                                 |               |                      |          |
| 1995.                  | Врсте                           |               |                      |          |
| 1995.                  |                                 |               |                      |          |
| 1996.                  |                                 |               |                      |          |
| 1996.                  | Феномен                         |               |                      |          |
| 1998.                  |                                 |               |                      |          |
| 1999.                  | Пут самураја                    |               |                      |          |
| 1999.                  | Заштићени сведок                |               |                      |          |
| 2000.                  |                                 |               |                      |          |
| 2002.                  | Соба панике                     |               |                      |          |
| 2002.                  | Телефонска говорница            |               | Полицијски инспектор |          |
| 2005.                  |                                 |               |                      |          |
| 2005.                  |                                 |               |                      |          |
| 2005.                  |                                 |               |                      |          |
| 2006.                  |                                 |               | Лони Брустер         | глас     |
| 2006.                  | Последњи краљ Шкотске           |               | Иди Амин             |          |
| 2006.                  |                                 |               |                      |          |
| 2007.                  |                                 |               |                      |          |
| 2008.                  | Тренутак предности              |               |                      |          |
| 2008.                  |                                 |               |                      |          |
| 2010.                  | Експеримент                     |               | Барис                |          |
| 2016.                  | Долазак                         |               | пуковник Вебер       |          |
| 2016.                  | Одметник-1: Прича Ратова звезда |               | Со Гарера            |          |
| 2018.                  | Црни пантер                     |               | Зури                 |          |
| 2021.                  | Respect                         |               | К. Л. Френклин       |          |